# دنی سوردو
دنی سوردو (اسپانیایی: Dani Sordo‎؛ زادهٔ ۲ مهٔ ۱۹۸۳) راننده رالی اهل اسپانیا است. وی عضو تیم‌هایی همچون تیم رالی جهانی سیتروئن و هیوندای موتوراسپورت بوده است.